# Fresco (schilderterm)

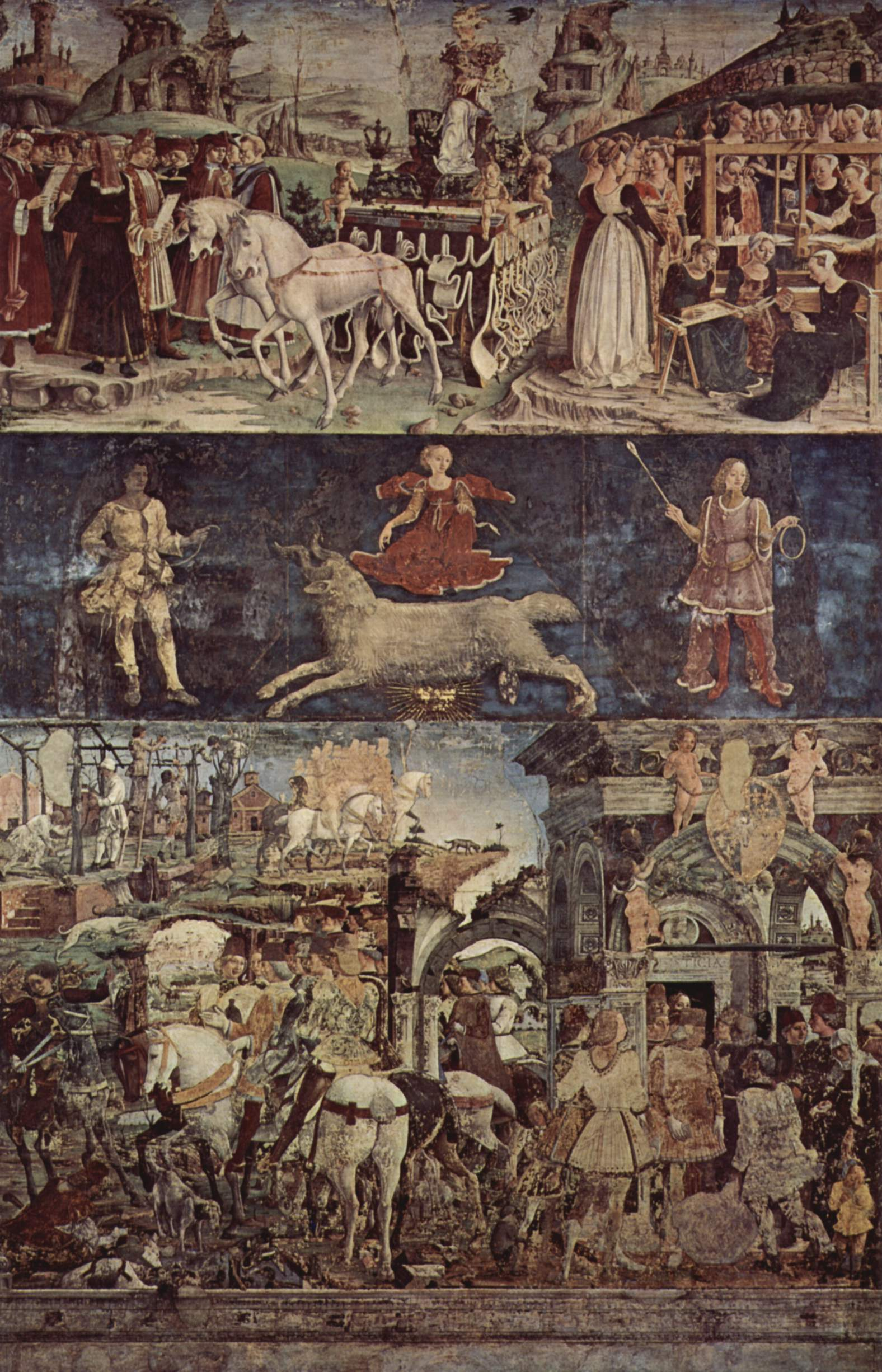
Fresco uit circa 1470 van Francesco del Cossa in het Palazzo Schifanoia te Ferrara

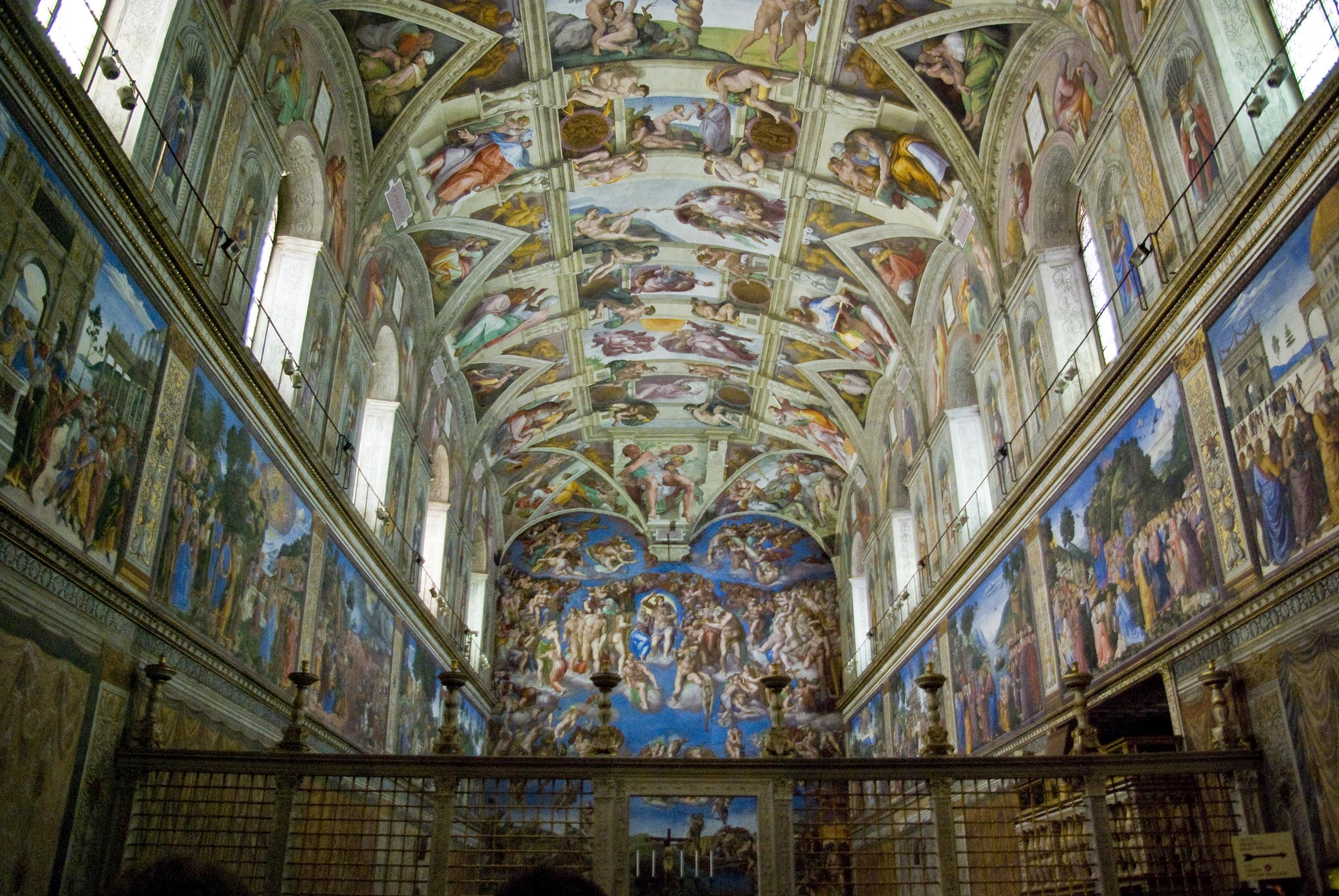
Fresco's van Michelangelo en anderen in de Sixtijnse Kapel in Vaticaanstad

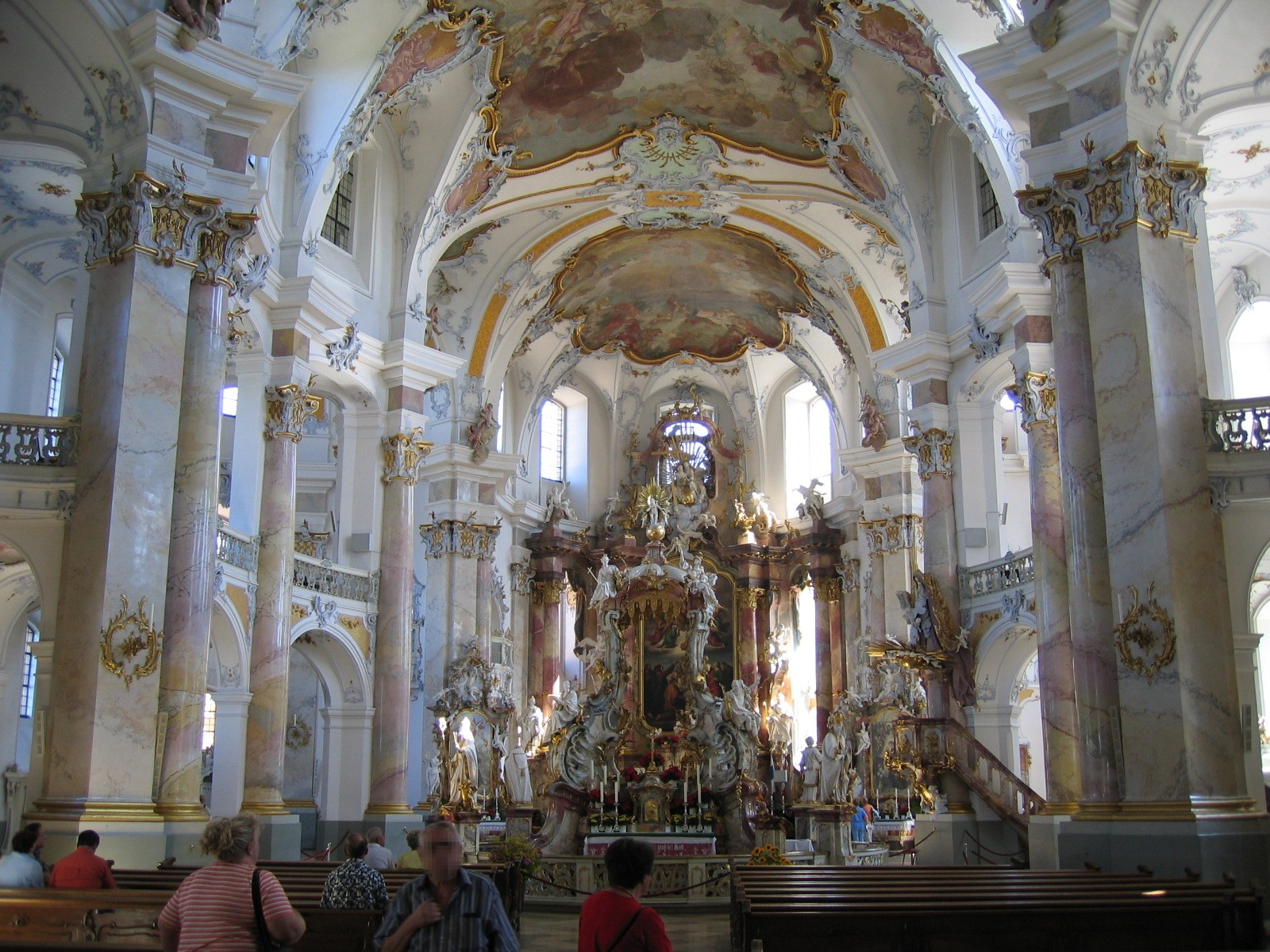
Fresco's uit de 18e eeuw in de Duitse basiliek Vierzehnheiligen

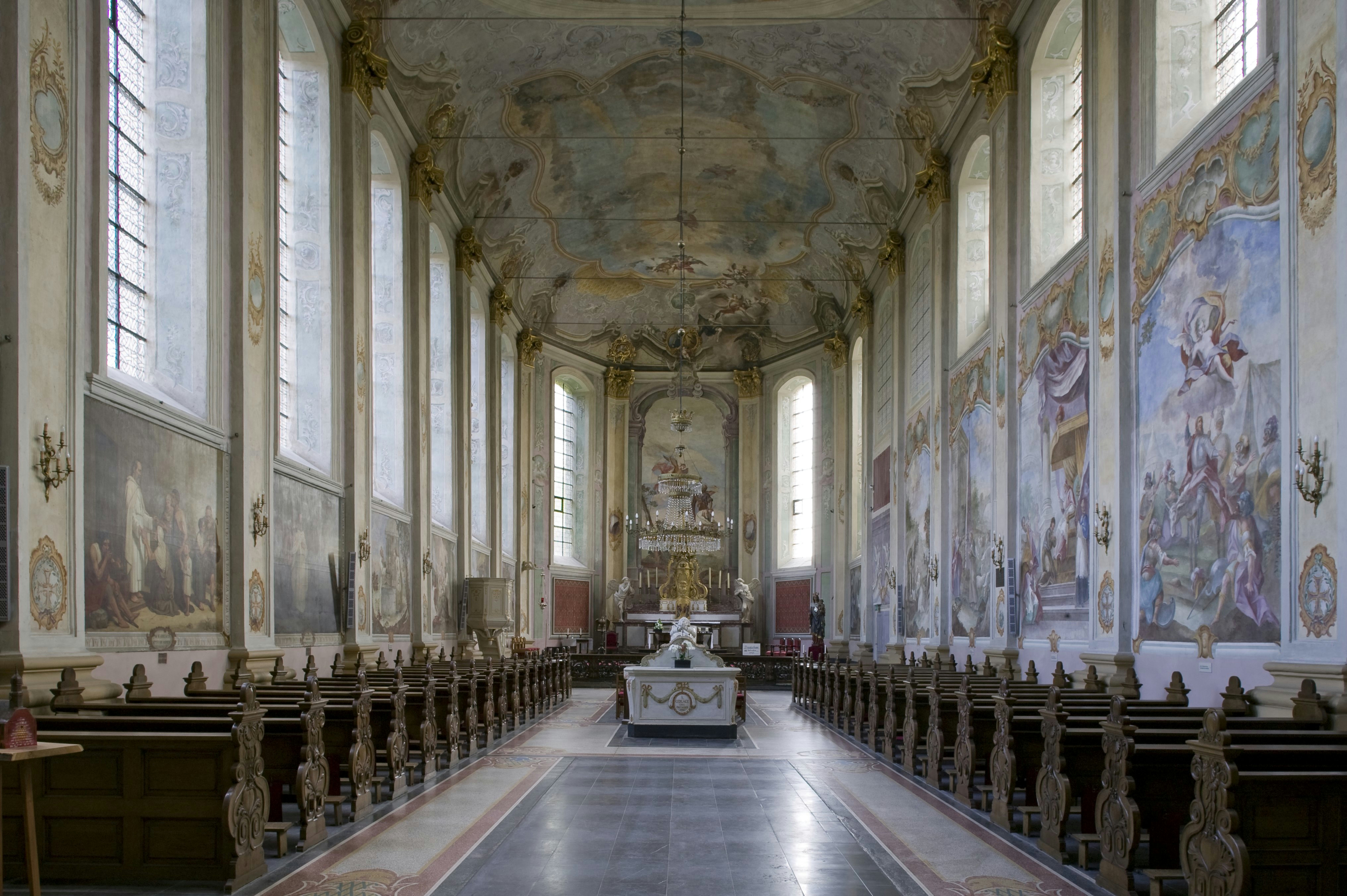
Fresco's uit 1751 van Johann Adam Schöpf in de Sint-Gerlachuskerk in Houthem

Een fresco (Italiaans voor "vers") is een muur- of plafondschildering waarbij de verf direct op de natte kalk wordt aangebracht, zodat zij daarmee, na droging, één geheel vormt. Het voordeel van fresco's is dat de pigmenten, die door de kalklaag geabsorbeerd worden, zeer duurzaam zijn. Het nadeel is dat latere correcties niet mogelijk zijn. Het werken met verf op verse natte kalk heet schilderen al fresco of in fresco.
Op een gedroogde kalklaag heet dit schilderen a secco of al secco. Een tussenvorm is mezzo-fresco, waarbij de schildering wordt aangebracht op gedeeltelijk gedroogde kalk. Fresco wordt dus zowel gebruikt voor de schildertechniek als voor de schildering zelf.
De schilderterm fresco stamt van de Italiaanse uitdrukking buon fresco, ("goed vers"), een technische term die het tegenovergestelde is van in secco ("op droog oppervlak"). Caseïne en silicaatverven zijn uitermate geschikt om al secco te schilderen. Lijmverven houden echter minder lang stand.
De vroegste vorm van fresco was te vinden op Kreta. Vandaaruit verspreidde de techniek zich onder meer naar het Oude Egypte.

## Techniek van het fresco
De frescotechniek bestaat uit schilderen op een vochtig medium, zoals nog nat pleisterwerk. Voor fresco's zijn slechts een beperkt aantal pigmenten geschikt. Andere pigmenten moeten dan na droging worden toegepast.

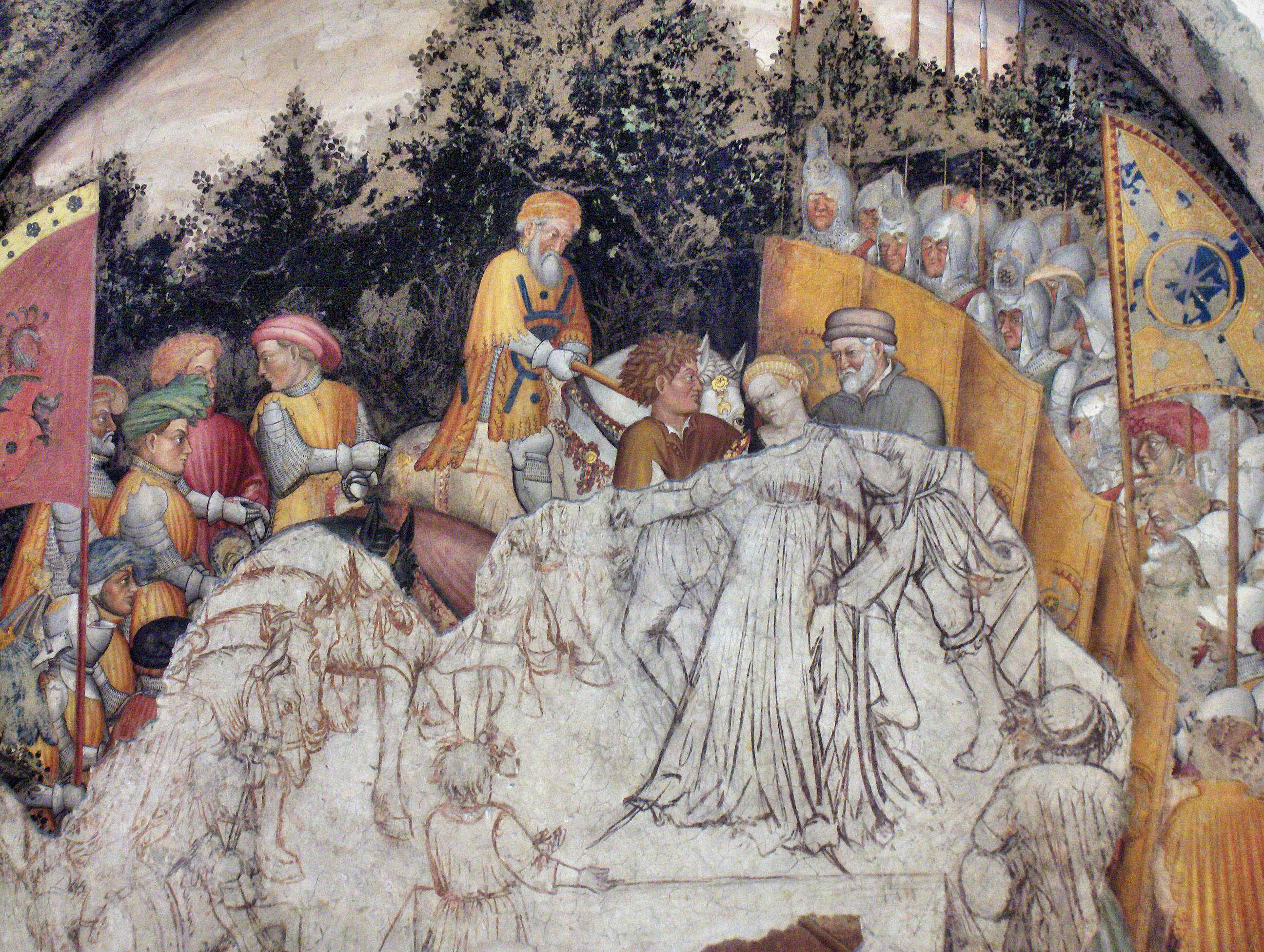
Aanbrengen van het fresco op de schets; fresco door Gentile da Fabriano in het Trincipaleis te Foligno.

Cennino Cennini beschreef reeds in de 15e eeuw de opbouwstadia van de frescotechniek:
- arriccio: het bedekken van de muur met een ruwe pleisterlaag. Hierop wordt met houtskool een schets gemaakt.
- sinopia. Als de schets is goedgekeurd wordt deze overgeschilderd met okerverf, vermengd met sinopia; een roodbruin pigment. Hierbij wordt zowel de kleurstof als de tekening zelf met sinopia aangeduid.
- intonaco: het bedekken van de sinopia met een dunne, gladde, pleisterlaag; de fresco intonaco. De sinopia schemert nog door de natte pleisterlaag heen.

Vervolgens brengt de schilder het fresco aan.
In de loop van de 15e eeuw gaat men over tot het maken van werktekeningen op ware grootte op kartons (aan elkaar gelijmde vellen papier). De ontwerptekening wordt verdeeld in vierkanten. Vierkant voor vierkant wordt overgenomen op de kartons; dit heet kwadreren. Nadat een karton op de juiste plaats op de natte intonaco is geplaatst worden de omtrekken van de figuren met een graveernaald ingegrift. Soms maakt men gebruik van de spolverotechniek: eerst doorboort men de werktekening met honderden gaatjes, waarna deze merktekens, eenmaal op de muur, via houtskool overgebracht worden op het natte pleister. Deze techniek is onder anderen door Ghirlandaio en Michelangelo gebruikt om details, zoals gezichten, aan te geven.
In tegenstelling tot het schilderen in fresco wordt schilderen in secco op droog pleisterwerk gedaan. Daarbij worden de pigmenten in een bindend medium opgelost, zoals ei (gelijksoortig als bij tempera). Een tussenvorm, waarbij het gedroogde pleisterwerk met vocht verzacht wordt voordat de pigmenten worden aangebracht, heet wel mezzo-secco.
Het verschil tussen deze twee technieken is dat het bij fresco het natte pleisterwerk, terwijl het droogt, de pigmenten van het schilderij absorbeert, terwijl de verf bij de in secco techniek op het pleisterwerk blijft liggen. Terwijl het water verdampt, neemt de kalk calciumoxide koolzuur uit de lucht op en vormt calciumcarbonaat. De frescoschildering wordt als het ware een deel van het muuroppervlak, het is eigenlijk in de muur geschilderd in plaats van er op. De frescotechniek leidt hierdoor tot een zeer duurzaam kunstwerk. Als de muur kapotgaat, kan het schilderij vaak nog worden gereconstrueerd.
De moeilijkheid van frescoschilderen is dat er snel gewerkt moet worden, omdat het pleisterwerk in één dag droogt. Het oppervlak dat in één dag bewerkt kon worden heette tijdens de renaissance in Italië een giornata, ofwel de hoeveelheid voor één dag. Daarom was het ook van belang dat de sinopia alvast het hele werk vastlegde. Met een vergrootglas zijn de grenzen van één dag werk goed waarneembaar. Soms, als het pleisterwerk niet van optimale kwaliteit was, zijn de delingen zelfs met het blote oog zichtbaar. Schilders in fresco voegen later vaak details in secco toe.
Egyptische muurschilderingen in tombes zijn meestal in secco, de Romeinse muurschilderingen in Pompeï en Herculaneum daarentegen zijn in fresco.
Het grote nadeel van de fresco's ligt hierin dat zij ondeelbaar verbonden zijn met de ondergrond. Het niet-mobiele karakter ervan maakt hen gevoelig voor vernietiging door rampen of oorlogsomstandigheden. Zo werden tijdens de Tweede Wereldoorlog door een bombardement het grootste deel van Andrea Mantegna's muurschilderingen van de Ovetari Kapel van Padua verwoest.

## Materiaaleisen

### Eisen aan de muren
De muren waarop een fresco wordt aangebracht moeten stabiel, droog en vrij van opstijgend vocht zijn. Zonder pleisterlaag moeten ze lange tijd hebben blootgestaan aan de lucht. Vooraleer nieuwe pleister aan te brengen dienen oude lagen eerst volledig te worden afgekapt. De muur moet verschillende malen worden natgemaakt want goede bindingen met het fresco hangen voornamelijk af van het geabsorbeerde watergehalte. Liefst zijn de bakstenen zo gelijk mogelijk gebrand en indien mogelijk afkomstig uit één oven.

### Eisen aan mortel en pleisterlaag
Marmerpoeder, kalksteen en kwarts vormen de basis van de onderlaag. Alle mortellagen moeten nat over nat worden aangebracht. Het water uit de kalklaag moet ongehinderd bij het aanbrengen door alle lagen heen kunnen dringen om de verf goed te binden. Mortel bestaande uit drie delen grof en zuurvrij gewassen zand en één deel kalkbrij wordt van onder naar boven aangebracht met een dikte van één à twee centimeter.
Op de onderste nog natte laag wordt een egaliseringslaag aangebracht die iets droger mag zijn en uit drie delen grof zuurvrij zand en één deel kalk bestaat. Op de egaliseringslaag wordt na twintig minuten de grove schilderslaag aangebracht (ruwe pleister) bestaande uit middenfijn gewassen zand of marmergries vermengd met één deel kalk. Deze laag dient een dikte van één centimeter te hebben. Hierop kan indien gewenst nog een fijne pleisterlaag van drie à vijf millimeter worden aangebracht. Het gebruik van marmergries verlicht de schildering. De ideale verhouding bestaat voor deze laag uit één deel marmergries en één deel kalk. Eventueel kan hierop nog een laag witkalk worden gezet om een zeer licht effect te krijgen in de schildering.

### Afbinding
Tijdens het afbinden van de kalk verdwijnt het water dat in de muur zit via de kalklaag in de lucht. Dit is waarneembaar als het zogenoemde zweten van de kalklaag. Het water uit de muur neemt tijdens de gang door de kalklaag wat kalkdelen met zich mee. Het naar buiten dringen van dit kalkwater noemt men sinteren. Als het water verdampt bindt de meegevoerde kalk af op het oppervlak van het fresco. Dit laagje kalk neemt een kristallijne vorm aan, het is dus niet dekkend maar transparant en vergelijkbaar met de kristalstructuur van marmer. Deze kristallijne laag is een belangrijke factor in de uitstraling van het fresco, vergelijkbaar met de uitstraling van waterglas of silicaatverven.
Het slagen van de frescoschildering is afhankelijk van het sinteren. Dit is van vele factoren afhankelijk. Zo moet de muur voldoende nat zijn zodat het water voldoende kalk mee kan voeren voor het vormen van de sinterlaag. De hoeveelheid water moet de muur via de kalklaag verlaten en niet op een andere manier. De kalklaag mag niet te nat zijn omdat ze dan van de muur kan springen door te sterke krimping. Een juiste temperatuur is in verband hiermee essentieel. Het proces van sinteren neemt meerdere weken zo niet maanden in beslag. Pas als dit proces voltooid is kan de schildering afgewerkt worden in secco.

## Belangrijke frescoschilders
- Pietro Cavallini maakte in 1293 de wandschildering Het Laatste Oordeel in de Santa Cecilia in Trastevere in Rome. In Napels zijn de fresco's met onder meer De Kruisiging en Scènes uit het leven van de evangelist Johannes en Scènes uit het leven van Maria Magdalena (1308) in de Brancacciokapel van de San Domenico Maggiore van zijn hand.
- Giotto, de dood van Sint Franciscus, circa 1320 Bardikapel, Santa Croce te Florence, Capella degli Scrovegni in Padua.
- Taddeo Gaddi schilderde de Presentatie van Maria, circa 1328-1330, te zien in de Baroncellikapel, Santa Croce te Florence.
- In 1425 maakte Masaccio zijn fresco van De Heilige Drie-eenheid in de Santa Maria Novella te Florence waarin hij dankzij een nieuwsoortig perspectiefsysteem alle figuren op schaal schilderde en ze tegelijk in een ruimtelijke eenheid plaatste.
- Een belangrijke frescoschilder uit het Quattrocento is Piero della Francesca met vooral religieuze onderwerpen zoals "De geseling van Christus" circa 1450, "Helena vindt het H. Kruis", en dergelijke.
- Domenico Ghirlandaio schilderde scènes uit het leven van Maria en scènes uit het leven van Johannes de Doper circa (1486-1490) te zien in de Tornabuonikapel, Santa Maria Novella te Florence.
- Filippino Lippi, scènes uit het leven van apostel Filippus circa 1487-1502, Strozzikapel, Santa Maria Novella te Florence.
- De fresco's van het plafond van de Sixtijnse Kapel in het Vaticaan, Rome, van de hand van Michelangelo, het Laatste Oordeel, 1534-1541 vormen een hoogtepunt in de kunstgeschiedenis van het Cinquecento.
- De 18e-eeuwse Zuid-Duitse stijlperiodeschilder Johann Adam Schöpf schilderde onder andere de fresco's in de Sint-Gerlachuskerk in Houthem, de Sint-Clemenskerk in Münster, de Heilige-Geestkapel in het Slot Augustusburg in Brühl die van de Heilige Trap in Bonn.